# Eduard von der Osten
Eduard von der Osten (* 30. September 1804 in Witzmitz (Pommern); † 26. September 1887 in Berlin) war königlich preußischer Generalmajor und zuletzt Adjutant der Generalinspektion des Militär-Erziehungs- und Bildungswesens.

## Herkunft
Er stammte aus der pommerschen uradligen Familie von der Osten. Seine Eltern waren Christoph Henning von der Osten (* 1774; † 1842) und dessen Ehefrau Dorothea Wilhelmine Schueler, verwitwete von Bockelberg (* 1769; † 1847). Sein Vater war Herr auf Witzmitz und Muddelmow sowie Landschaftsdelegierter.

## Leben
Seine schulische Bildung erhielt Eduard von der Osten im Gymnasium in Stargard. Nach seinem Abschluss ging er am 1. Juli 1821 als Ulan in das 4. Ulanen-Regiment. Dort wurde er am 17. Februar 1823 zum Portepeefähnrich und am 2. Mai 1824 zum Seconde-Lieutenant befördert. Er wurde am 22. Mai 1833 zunächst zum Regimentsadjutanten und am 31. März 1838 zum Adjutanten der 4. Kavallerie-Brigade ernannt. Am 19. August 1840 wurde er dann Adjutant der 4. Division. In dieser Stellung stieg er am 25. Februar 1841 zum Premier-Lieutenant und am 28. September 1847 zum Rittmeister auf. Kurz danach – am 9. Oktober 1847 – kehrte er in das 4. Ulanen-Regiment zurück. Dort wurde er am 29. Februar 1848 zum Eskadronschef ernannt. Am 15. Juni 1854 wurde er zum Major befördert und zum etatsmäßigen Stabsoffizier ernannt. Anschließend wurde er am 3. Juni 1856 in das 2. Garde-Ulanen-Regiment versetzt. Dort wurde er am 12. Januar 1858 zum Adjutanten der Generalinspektion des Militär-Erziehungs- und Bildungswesens ernannt, dazu wurde er à la suite des Ulanen-Regiments gestellt. Hier unterstützte er den General Eduard von Peucker bei der Neuorganisation des militärischen Bildungswesens. In dieser Stellung wurde er am 31. Mai 1859 zum Oberstleutnant befördert und erhielt am 18. Oktober 1861 den Charakter als Oberst, am 16. März 1869 erhielt er dann sein Patent als Oberst.
Zu seinem 50-jährigen Dienstjubiläum bekam er den Roten Adlerorden 2. Klasse mit Eichenlaub mit der 50. Am 18. Oktober 1871 wurde ihm auch das Komturkreuz 2. Klasse des sächsischen Albrechts-Ordens verliehen. Am 12. Januar 1875 wurde er mit dem Charakter als Generalmajor und einer Pension zur Disposition gestellt. Am 14. Januar 1875 bekam er eine Prämie von 1500 Mark und am 2. September 1886 nochmal 600 Mark. Er starb am 26. September 1887 in Berlin und wurde am 30. September 1887 auf dem Invalidenfriedhof beigesetzt.

## Familie
Er heiratete am 14. November 1851 in Radem Luise Klara Auguste Wilhelmine von Natzmer (* 15. Januar 1833; † 25. Dezember 1899). Das Paar hatte mehrere Kinder:
- Erich Friedrich Wilhelm Karl (* 21. Dezember 1852; † 4. Mai 1893), Hauptmann a. D.
- Walther (1854–1854)
- Tochter (1857–1857)
- Karl Ludwig Eduard (* 25. März 1863; † 16. Januar 1916), Hauptmann a. D. ⚭ Margarete Ida Helene von Saldern (* 28. November 1870; † 13. November 1949)